# Anton Nyström

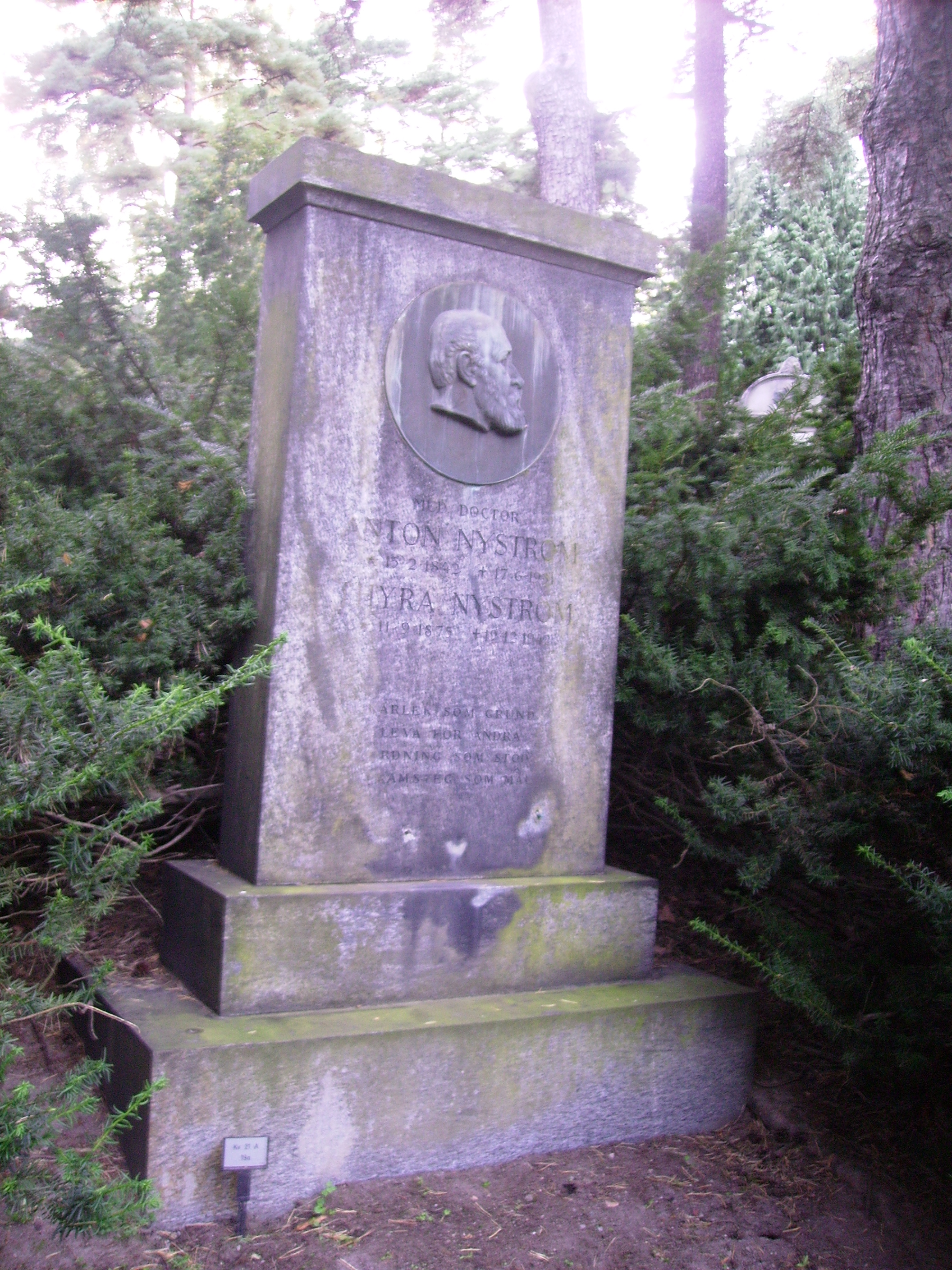
Anton Nyströms gravvård på Norra begravningsplatsen i Stockholm.

Christen Anton Nyström, född 15 februari 1842 i Göteborg, död 17 juni 1931 i Stockholm, var en svensk läkare, föreläsare, folkbildare och skriftställare samt skapare av Stockholms arbetareinstitut.

## Biografi
Nyström, som var son till grosshandlaren Lars Fredrik Nyström och Carolina Kristina Silfverstolpe, blev student vid Uppsala universitet 1860 och, efter studier där samt vid Karolinska institutet, medicine doktor i Lund 1868.
Nyström var biträdande fältläkare i dansk-tyska kriget 1864. Därefter bedrev han 1866 och 1868 till 1869 studier i Wien, Paris och London. Han bosatte sig sedan i Stockholm och ägnade sig som läkare åt hudåkommor och sinnessjukdomar. Här verkade han under några årtionden för spridning av positivismens sociala, politiska och religiösa läror samt stiftade 1879 i Stockholm ett positivistiskt samfund, vars föreståndare han var. Detta samfund hade upptagit Auguste Comtes allmänna grundsatser.
Nyström var bland annat expert på könssjukdomar och profilerade sig även som sexualupplysare, särskilt efter att det populärvetenskapliga verket Könslifvet och dess lagar kom ut 1904, en bok som Nyströms ordinarie förläggare Karl Otto Bonnier refuserade. Det var Nyström som lärde sexualupplysaren Elise Ottesen-Jensen, att prova ut pessar.
I syfte att motverka alkoholism, asocialitet, kriminalitet och inflytandet från extremistiska agitatorer inom arbetarklassen samt ledd av övertygelsen om folkbildningens nödvändighet skapade han i oktober 1880 Stockholms arbetareinstitut. Nyström var institutets föreståndare till maj 1908 och verkade fastän länge motarbetad för dess bestånd. Institutet blev utgångspunkten för den populärvetenskapliga föreläsningsrörelsen i Sverige, för vilken statsunderstöd år 1913 utgick med 270 000 kronor till 540 föreläsningsanstalter, under det att kommuner eller enskilda lämnade minst lika mycket som det utgående statsbidraget.
Nyström förfäktade sina åsikter genom ströskrifter, i pressen, på flera olika möten, genom föreläsningar samt olika opinionsyttringar. Han förordade bland annat bildande av fackföreningar, religionsfrihet, kyrkans skiljande från staten, nykterheten och ett betryggande nationalförsvar samt bekämpade den materialistiska och hätska riktningen inom socialismen.
Nyström föreslog 1919 homosexuella handlingars avkriminalisering i Om homosexualiteten inför vetenskapen och lagen. I sin ungdom kände Nyström Pontus Wikner som uppenbart svärmade för honom. Nyström besvarade dock inte de djupa känslorna, och det finns ingenting som tyder på att han haft kärleksrelationer med män. I sin bok från 1919 syftar Nyström uppenbart på Wikner när han beskriver "en äldre kamrat X, högt värderad för sin ädla personlighet; han var filosof och slutligen professor".
Nyströms personliga arkiv finns på Stockholms stadsarkiv och innehåller bland annat en omfattande brevsamling.
Nyström var gift första gången 1868–1877 med danskan Thyra Hammerich, andra gången 1878–1907 med friherrinnan Louise Hamilton och tredje gången från 1907 och till sin död med Thyra Degermark (1879–1942). Anton Nyström är begravd på Norra begravningsplatsen i Solna tillsammans med tredje hustrun Thyra.

### Självbiografi
- 1859-1929 : en 70 års historia : personliga minnen och iakttagelser. Stockholm: Bonnier. 1929. Libris 1341352

### Filosofi och religion
- Den gamla tiden inför den nya : positivistiska dialoger. 1. Stockholm: Eberling. 1875. Libris 7n9w1rq65zm7tkxl. http://hdl.handle.net/2077/70506
- Positivistisk andakts-bok. Stockholm. 1875. Libris 8pfndthn62dtj47j. http://hdl.handle.net/2077/70807
- Gyldene ord ur mensklighetens allmänna religion. Stockholm: Förf. 1879. Libris 1599367
- Jesus och kristendomen ur naturvetenskaplig och historisk synpunkt. Stockholm. 1873. Libris n3qbhq39l77d976j. http://hdl.handle.net/2077/70507
- Judarne förr och nu samt judefrågan i östra Europa och dess lösning. Stockholm: Svanbäck. 1919. Libris 757802
- Kristendomen : dess uppkomst, utveckling och upplösning. Stockholm: Tiden. 1926. Libris hxqj7kgrfl2fb1kt. https://gupea.ub.gu.se/2077/70922
- Kristendomen och den fria tanken : en kritisk historisk framställning. Stockholm: Björck & Börjesson. 1908. Libris 7ng4vnbl57qmc938. https://gupea.ub.gu.se/2077/71059
- Kristendomens strid mot den vetenskapliga kulturen. Stockholm: Looström & komp. 1882. Libris jzq8jwn9gjrg1cw8. https://gupea.ub.gu.se/2077/70900
- Den kristna kyrkans och kyrkolärans utveckling under de sju första århundradena e. K. Stockholm: Adolf Bonnier. 1882. Libris 5lb104h23nq14wlx. http://hdl.handle.net/2077/70840
- Kyrkans revolutionering genom upplysningen. Stockholm: Bonnier. 1930. Libris 1341356
- Några ord om Zöllners metafysiska teori om rummets s.k. "fjerde dimension". [Stockholm]. 1880. Libris 2943044
- Om positivisternas uppgift : till enhvar medlem af Positivistiska Samfundet i Stockholm. Stockholm: Svanbäcks boktryckeri-ab. 1885. Libris 2943045
- Positivismen : en systematisk framställning af denna lära jemte en biografi öfver dess grundläggare Auguste Comte. Stockholm: Positivistiska missionens förlag. 1879. Libris 8pghk0806q1fwcxt. https://gupea.ub.gu.se/2077/70858
- Positivismen och Herbert Spencer, eller är H. Spencers filosofi ett framsteg eller en tillbakagång? : kritik och sjelfförsvar. Stockholm: Förf :n. 1887. Libris xc3g0ccmvwp43445. http://hdl.handle.net/2077/70826
- Socialismens omöjlighet och den s.k. "vetenskapliga" socialismens ovetenskaplighet : jämte praktiska vinkar om arbetarefrågans lösning utan socialism. Stockholm: Förf :n. 1892. Libris 1625254
- Stockholms Arbetareinstitut och dess verksamhet 1880-1897 : - Das Arbeiterinstitut zu Stockholm von Prof. G.Hamdorff. Stockholm. 1897. Libris 2943047
- Den största politiska faran i Norden. Stockholm: [Nord. bokh.]. 1901. Libris 1727947
- Svensk positivistisk kalender. Stockholm: Förf. 1881. Libris 8222187
- Sändebref om Arbetareinstitutet. Stockholm. 1894. Libris 9421292
- Världskatastrofer och medlen till mänsklighetens räddning. Stockholm: Björck & Börjesson. 1922. Libris 1476080
- Vansinne och religion : belysning af diabolismens härjningar. Stockholm: Tryckt å Jämtlandspostens boktryckeri. 1895. [Libris registrering saknas].

### Historia
- Allmän kulturhistoria eller det mänskliga lifvet i dess utveckling : systematisk framställning af civilisationens gång och naturlagarnes upptäckande. Del 1-6. Stockholm: Looström & komp. (i kommission). 1886-1893. Libris 287672
  - Nyström, Louise (1893). Alfabetiskt register till Allmän Kulturhistoria af Anton Nyström. Stockholm: C. & E. Gernandts f.-aktb. Libris 1625260
- Elsass-Lothringen tyskt eller franskt? : artiklar i Aftonbladet augusti-oktober 1902. Stockholm: Hjalmar Lundberg & Gösta Olzon. 1917. Libris 1656770
- Forntidens kulturhistoria : de österländska folken, den grekiska kulturen, den romerska kulturen, kristendomens första tid... Stockholm: Svanbäck. 1918. Libris 1707973
- Före, under och efter 1914 : världskriget : orsaker och ansvar. Stockholm: Svanbäck. 1915. Libris 387490. https://runeberg.org/na1914/
- Det historiska studiet. Stockholm: Ad. Bonnier. 1882. Libris 1599366
- Häxeriet och häxeriprocesserna. Studentföreningen Verdandis småskrifter, 99-0470915-7 ; 58. Stockholm. 1896. Libris 1490551
  -  2., genomsedda uppl. 1907. Libris 1617716
- Inför domstolen : Rannsakning med världskrigets upphovsmän (2., tillökta uppl). Stockholm: Fram. 1918. Libris 1656771
- Karl XII och sammansvärjningen mot hans envälde och lif. Stockholm: Gernandt. 1900. Libris 1645096
  -  2. tillökade uppl. Stockholm: Bohlin. 1928. Libris 1341354
- Léon Gambetta och personlighetens betydelse i politiken. Stockholm: Förf. 1883. Libris 1599368
- Nyare tidens kulturhistoria : de europeiska staternas politiska och sociala historia, folkrätten och rättsskipningen... Stockholm: Svanbäck. 1918. Libris 1707992
- Polen förr och nu : skildringar ur Polens historia från statens grundläggning till 1925. Stockholm: Hökerbergs. 1925. Libris 127893
- Polen och dess återupprättande. Stockholm: Björk & Börjesson. 1916. Libris 1223863
- Det stora kriget 1895 och huru Sverge räddades. Stockholm: Looström & K. 1891. Libris 1623985
- Striderna om östra Europa mellan Ryssland, Polen och Sverge : från äldsta tider till våra dagar. Stockholm: Gernandt. 1901. Libris 2687347. https://runeberg.org/naosteuro/
- Tankar om unionskrisen : dess tolkning och lösning. Stockholm: Nordisk bokhandel i distribution. 1905. Libris 1727948

### Medicin
- Bidrag till kännedomen om hårets och epidermis sjukdomar : Med mikroskopiska bilder tecknade. Stockholm: Nord. bokh. 1926. Libris 1341353
- Fattigdom och barnalstring. Stockholm: Björck & Börjesson. 1911. Libris 2336087
  -  2. tillök. uppl. Stockholm: Axel Holmström. 1923. Libris 1476076
- Foten och den riktiga formen på skodon (2 omarb. uppl :n). Stockholm: Aktieb. Varia. 1899. Libris 1645095
- Kärlekslifvet och hälsan. Stockholm: Björck & Börjesson. 1910. Libris 1616458
- Könslifvet och dess lagar : medicinsk-sociala undersökningar. Stockholm: Björck & Börjesson. 1904. Libris 484436 - Ytterligare sex tilläkade upplagor fram till 1921.
  -  Könslivets problem : bihang till Könslifvet och dess lagar. Stockholm. 1905. Libris 1034627. https://runeberg.org/konproblem/
- Om Bazins och Hebras dermatologiska systemer, med anledning af deras åsigter om erythema multiforme och herpes iris. Göteborg. 1877. Libris 13923072
- Om cretinism och idioti : akademisk afhandling. Stockholm: Jos. Seligmanns bokhandel. 1868. Libris 533092
- Om foten och den rigtiga formen på skodon. Stockholm: Lamm. 1867. Libris 1583315. https://runeberg.org/naomfoten/
- Om fysiologiska kläder. Stockholm: Adolf Bonnier. 1873. Libris 1583316. https://runeberg.org/fysklader/
- Om homosexualitet och hermafroditi : belysning af missförstådda existenser. Stockholm: Svanbäck & komp. (distr.). 1919. Libris 1656773. https://runeberg.org/homoherma/
- Om homosexualiteten inför vetenskapen och lagen. Stockholm: Svanbäck & komp. 1919. Libris 1656774. https://runeberg.org/omhomosex/
- Om medlen mot smittkopporna : en slutlig redogörelse jemte ett bemötande af uttalandena i ämnet vid disussionerna i Sv. läkare-sällskapet den 26 maj och 2 juni d.å. Stockholm: Isaac Marcus. 1874. Libris 2016025
- Om preventivmedlen : vördsam promemoria till herrar riksdagsmän. Stockholm: Victor Pettersons bokindustri. 1910. Libris 1616459
- Om sinnesrubbning och menniskans formåga att motverka detta sjukdomstillstånd. Stockholm: J. Beckman. 1878. Libris 1599369
- Om sinnessjukdomar och hospitalsvård jemte antydningar om sinnessjukas rättsliga skydd. Stockholm: C. & E. Gernandts f.-aktb. 1895. Libris 1625251
- Om smittkopporna, deras behandling och skyddsmedlen deremot. Adolf Bonniers allmännyttiga handböcker, 99-1576726-9 ; 1. Stockholm: Adolf Bonnier. 1874. Libris 2016024
- Om stridigheter läkare emellan på det psykiatriska området. Stockholm. 1913. Libris 2943046
- Om ålderdomen och medlen att förlänga lifvet. Stockholm: Björck & Börjesson. 1918. Libris 1656775
- Skäggsvamps-sjukan eller Sycosis parasitica. Stockholm. 1891. Libris 13923060
- Tankar om själsharmoni. Stockholms arbetareinstituts folkskrifter, 99-2747864-X ; 2. Stockholm. 1896. Libris 2612095 - Medförfattare: Edvard Fredin.
  -  2. uppl. 1904. Libris 2612096. https://runeberg.org/nafesaf2/
- Teoretiska och praktiska uppsatser öfver hudåkommorna. Stockholm: Lamm. 1870. Libris 2016019
- Underrättelser angående hypnotisk sjukbehandling. Stockholm. s.a.. Libris 13923022
- Uppkomsten af kortskallar och långskallar : ett bidrag till rasläran. Stockholm: Ljus. 1903. Libris 1265862
- 606 Ehrlich-Hata-medlet och möjligheten af syfilis botande. Stockholm: Björck & Börjesson. 1910. Libris 1616460

### Samhällsvetenskap
- Framstegs-partiet skall segra - utan kompromiss. Stockholm: Looström. 1890. Libris r60f4cm9pw2kzlnh. https://gupea.ub.gu.se/2077/70996
- Arbetareinstitutets mål : Tal för Stockholms Arbetareinstitut af N. Linder. Folkskrift, Stockholms Arbetareinstituts ; 1. Stockholm. 1896. Libris 2943043
- Arbetsklassens bildning och vetenskapernas popularisering. Stockholms arbetareinstituts folkskrifter ; 6. Stockholm. 1900. Libris 2076466
- Brott och försoning eller väldet och rätten i nationernas lif. I. Stockholm: Aktieb. Varia. 1899. Libris 1645094
- Brännande frågor : Polit. och soc. granskningar. Stockholm: Z. Hæggströms förlagsexp. 1884. Libris 1599364
- Kapitalets och arbetets problem. Stockholm: A. Nyström. 1879. Libris 11731832
- Memorandum om striden om Stockholms arbetareinstitut 1921. Stockholm: Svanbäck. 1922. Libris 1476079
- Om kommunismen : dess villfarelser och faror. Stockholm: Förf. 1931. Libris 1350159. https://runeberg.org/omkomm/
- Om äktenskapet, pauperismen och prostitutionen : en medicinsk social undersökning. Stockholm. 1885. Libris 1492291. https://runeberg.org/paupoprost/
- Reformerande eller revolutionär socialism? : det är frågan : en samling aktstycken för styrande och styrde. Stockholm: Förf. 1886. Libris 1625253
- Rätt och orätt, eller striden om arbetareinstitutet. Stockholm: Förf. 1882. Libris 1599371. https://runeberg.org/arbinstitu/
- Samhälliga tidsfrågor : en följd af folkskrifter. Stockholm. 1879-1881. Libris 2058956
  -  Kapitalets och arbetets problem, 1:1. Stockholm. 1879. Libris xc3f82pkvbz0wvs2. http://hdl.handle.net/2077/70821
  -  [1]:2, Arbetarnes deltagande i vår tids kultur. 1880. Libris 2058957
  -  [1]:3, Den allm. rösträtten. 1880. Libris 2058960
  -  [1]:4, Arbetareinstitut som medel för upplysning och sedlighet. 1880. Libris 2058958
  -  [1]:5, Om läseri och sinnesrubbning. 1880. Libris 2058962
  -  [1]:6, Särskiljandet af kyrka och stat. 1881. Libris 2058963
  -  [1]:7, Den offentl. kandidaturen. 1881. Libris 2058961
  -  2:1, Om parlamentarismen. 1881. Libris 2058964
  -  2:2, Positivismens politiska nutids-program. 1881. Libris 2058965